# Apokalipsa świętego Jana w historii egzegezy
Apokalipsa świętego Jana należy do tych ksiąg biblijnych, których wykładnia zawsze sprawiała wiele problemów i powstało wiele systemów interpretacyjnych. Starożytna egzegeza wschodnia miała charakter profetyczny i preferowała alegoryczne interpretacje. Od III wieku wielu egzegetów uważa, że Apokalipsa św. Jana te same zagadnienia przedstawia kilkakrotnie i pod różnymi symbolami.
W końcu średniowiecza pojawiła się interpretacja historiozoficzna, odnosząca symbole Apokalipsy do historii Kościoła. Cechował ją antymuzułmański charakter. Historiozoficzną wykładnię stosowała początkowo protestancka egzegeza. Miała ona charakter antykatolicki i antypapieski. W XVII wieku powstaje interpretacja eschatologiczna odnosząca większość symboli Apokalipsy do końca świata.
W końcu XIX wieku podjęty został spór o jedność literacką Apokalipsy oraz genezę jej symboli. Wywiązała się polemika, w której toku skrajne i zbyt daleko idące propozycje zostały odrzucone. Spór ten nie został jeszcze całkowicie rozstrzygnięty, dotyczy obecnie tylko początkowych i końcowych partii Apokalipsy.

## Epoka patrystyczna

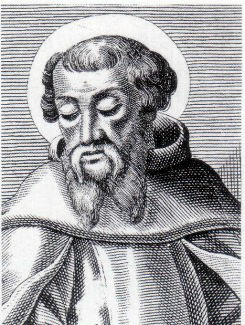
Ireneusz z Lyonu

### Egzegeza grecka
Egzegeza Apokalipsy św. Jana zapoczątkowana została w Azji Mniejszej przez Greków, jeszcze na początku II wieku (Papiasz z Hierapolis, biskup Hierapolis), ale dotyczyła wyłącznie wybranych fragmentów Apokalipsy. Papiasz głosił, że po zmartwychwstaniu sprawiedliwych Chrystus będzie królował widzialnie na tej ziemi przez tysiąc lat, po czym nastąpi powszechne zmartwychwstanie i sąd. Millenarystą był również Justyn Męczennik (Dial. cum Tryph. 81).
W połowie II wieku zajmował się nią Meliton z Sardes, który ok. roku 170 napisał dzieło „O diable i Apokalipsie Janowej”, które zaginęło. Zaginął również komentarz autorstwa Dydyma Ślepego.
W końcu II wieku Ireneusz z Lyonu (zm. 202) przywiózł na Zachód dorobek małoazjatyckiej egzegezy. W piątej księdze „Adversus haereses” (ok. 180 roku), zajmuje się interpretowaniem niektórych fragmentów Apokalipsy, przede wszystkim 13. oraz 17. rozdziału, które łączy z 2. i 7. rozdziałem Księgi Daniela. Symbole Apokalipsy odnosi do pogańskiego Rzymu, ale stosuje interpretację eschatologiczną, millenium traktuje jako szabatowe tysiąclecie pokoju na ziemi (Adv. haer., 5). Jego interpretacja jest pochodną małoazjatyckich spekulacji.
Hipolit Rzymski (zm. 236) jest autorem komentarza do Apokalipsy, który zachował się tylko we fragmentach. Zachowało się natomiast inne jego dzieło, „De Christo et Antichristo” (ok. 200 roku), w którym daje niemal kompletny wykład rozdziałów 11-13, 17 (zależność od Ireneusza) i porusza też niektóre kwestie rozdziałów 18, 21 i 22. Jego interpretacja jest podobna do Ireneuszowej.
Orygenes (zm. 254) nie napisał wprawdzie komentarza do Apokalipsy, ale jego zasady hermeneutyczne wycisnęły silne piętno na egzegezie – zwłaszcza wschodniej – tej księgi. Uważał on, że w tekstach biblijnych zawarty jest sens somatyczny (czyli wyrazowy), oraz sens alegoryczny, któremu przyznawał większą wartość. Sens alegoryczny może być z kolei psychiczny, poznawalny przez mniej doskonałych, oraz pneumatyczny, dostępny tylko dla doskonałych. Orygenes odżegnuje się od millenaryzmu.
W końcu III wieku powstała w Antiochii szkoła, założona przez Pawła z Samosaty. Przedstawiciele tej szkoły – Diodor z Tarsu, Lucjan z Antiochii, Teodor z Mopsuestii, Jan Chryzostom – uważali, że prorok w swej natchnionej wizji zdolny był dostrzec przyszłość poprzez pryzmat aktualnych okoliczności historycznych. Pisał więc w ten sposób, że słowa jego odnosiły się zarówno do chwili obecnej, jak i do przyszłości. Egzegeci tej szkoły stawiali sobie za zadanie odnalezienie sensu wyrazowego i odnoszącego się do przyszłości, sensu ukrytego (theoria).
Pewną rolę w rozwoju egzegezy (szczególnie wschodniej) Apokalipsy św. Jana, odegrało dzieło millenarysty Metodego z Olimpu (zm. 311) „Convivium decem virginum”. W Mowie VIII podejmowało interpretację symboli 12 rozdziału Apokalipsy. Metody zwalczał poglądy Orygenesa na temat apokatastazy, zmartwychwstania i inne, ale stosował przejętą odeń alegoryczną metodę interpretacyjną. Uważał, że trzyipółletni ucisk Apokalipsy zacznie się w 350 roku po śmierci Pana. Liczba Bestii jego zdaniem wynosi 616 i jest to monogram Antychrysta. Siedem głów smoka odnosił do siedmiu grzechów głównych: nieopanowanie, rozpusta, tchórzostwo, słabość, niewiara, głupota, oraz wszystko to, co przynosi korzyść złu.
Andrzej z Cezarei (VI wiek) stosował potrójny sens Pisma Świętego: wyrazowy, moralny i alegoryczny. W Apokalipsie przeważać ma trzeci sens. Jego komentarz odgrywał ważną rolę we wschodniej egzegezie aż do końca średniowiecza. Jest on też ostatnim wschodnim egzegetą, który oddziałał na egzegezę zachodnią. Andrzej z Cezarei zadał sobie trud, aby dotrzeć do starych rękopisów greckich oraz zebrania wszystkich liczących się interpretacji Apokalipsy Jana (Papiasz, Justyn, Ireneusz, etc.). W interpretacji 12 rozdziału zależny jest od Metodego, w interpretacji rozdziałów 13, 17 – od Ireneusza i Hipolita, w interpretacji zaś rozdziału 20 – od Tykoniusza i Augustyna. Ponadto prowadzi polemikę z Ekumeniuszem. Łączy metodę alegoryczną (wpływ Metodego) z dosłowną, a rekapitulację z ciągłym, nieprzerwanym wykładem księgi Apokalipsy Jana. Wynika to z wykorzystania różnych, nie zawsze sobie zgodnych interpretacji, a które nie do końca zdołał pogodzić. Jednak brak syntetycznej ciągłości nie jest u Andrzeja tak rażący jak w innych komentarzach jego epoki, a komentarz jego uchodzi za najlepszy grecki komentarz średniowiecza. Wywarł wielki wpływ na późniejszych komentatorów średniowiecznych, a także na jeszcze późniejszych (wśród nich Erazm z Rotterdamu, Francisco Ribera). Dzisiaj komentarz ten ma wielkie znaczenie dla krytyki tekstu.
Komentarz Aretasa z Cezarei (ok. 895 roku) ma charakter kompilacji, łączącego przeciwstawne poglądy Andrzeja i Ekumeniusza. Egzegeza wschodnia miała charakter profetyczny i apokaliptyczny, a jej przedstawiciele lubowali się w alegorycznych interpretacjach.
Powstały w XII wieku syryjski komentarz autorstwa Dionizego bar Salibi zależny jest od wczesnych greckich egzegetów, takich jak Dionizy Aleksandryjski, Hipolit Rzymski, Hipolit z Bosry.

### Egzegeza łacińska

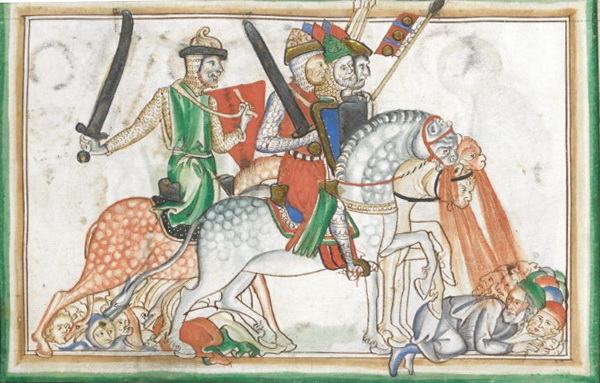
Czterech jeźdźców Apokalipsy w XIII-wiecznym rps, przechowywanym w British Library, Add 35166

Apokalipsą zajmował się też trochę Tertulian (niektóre fragmenty „Adversus Martionem”). Pierwszym zaś zachowanym do dziś komentarzem jest anonimowy komentarz przypisywany Orygenesowi. Jest on jeszcze bardzo fragmentaryczny i omija wiele partii, a Apokalipsę bardzo często interpretuje alegorycznie.
Pierwsze łacińskie komentarze były kopią greckich, a stosowane metody egzegetyczne zapożyczone były od Greków (Wiktoryn). Dopiero w IV wieku egzegeza łacińska zdobyła się na oryginalność i zaczęła się uniezależniać. Po upadku Rzymu egzegeza wschodnia i zachodnia rozwijały się coraz bardziej niezależnie, przy czym punkt ciężkości przesuwał się stopniowo na Zachód.
Pierwszy łaciński komentarz – pisany jednak przez Greka – napisał w końcu III wieku Wiktoryn z Patawii (zm. 304). Nie jest to jeszcze komentarz kompletny, ale stał się podstawą pisanych później łacińskich komentarzy. Wiktoryn jako pierwszy zastosował zasadę rekapitulacji, jakkolwiek nie użył jeszcze takiego terminu, Apokalipsa te same zagadnienia przedstawia kilkakrotnie i pod różnymi symbolami (Tykoniusz nazwał to rekapitulacją). Utożsamia siedem „trąb” z siedmioma „czaszami”, apokaliptyczną bestią jest Neron.
Z tego tekstu korzystał później donatysta Tykoniusz (zm. 390), którego komentarz w znacznej stał się rozwinięciem komentarza Wiktoryna. Tekst Tykoniusza zachował się do naszych czasów w czterech redakcjach (m.in. Hieronima). Tykoniusz zerwał z millenaryzmem, Babilonem jest cały świat skłócony z Bogiem. Uważał, że „wielki ucisk” rozpocznie się w 350 roku po śmierci Pana i będzie trwał trzy i pół roku, po czym nastąpi koniec świata. Komentarz Tykoniusza przez dwa wieki odgrywał pierwszoplanową rolę. Jego kontynuatorami byli: Prymazjusz, Kasjodor, Pseudo-Augustyn, Apryngiusz, a także Beda.
Tykoniusz sformułował też siedem zasad hermeneutycznych, z których na egzegezę Apokalipsy oddziałała czwarta (de specie et genere) i szósta (de recapitulatione). Recapitulatio oznacza u niego powtórzenie opisów pominiętych uprzednio.
Laktancjusz uważał, że historia będzie trwać sześć tysięcy lat, po czym nastąpi tysiącletnie królestwo. Obliczał, że za dwieście lat nastąpi upadek Rzymu, po którym powstanie dziesięć królestw.
Augustyn nie napisał komentarza do Apokalipsy, ale w dwudziestej księdze De Civitate Dei rozpisuje się na temat Antychrysta, fałszywego proroka, tysiącletniego królestwa, Goga Magoga i wielkiego ucisku. Uważał, że „tysiącletnie królestwo” rozpoczęło się wraz z narodzeniem Chrystusa, jednak tysiąc lat nie należy odczytywać dosłownie. Osobowo rozumiany Antychryst umiał panować trzy i pół roku. Augustyn oddziałał na egzegezę 20 rozdziału księgi Apokalipsy Jana, a jego wykładnia tego rozdziału dominowała aż do XVI wieku.

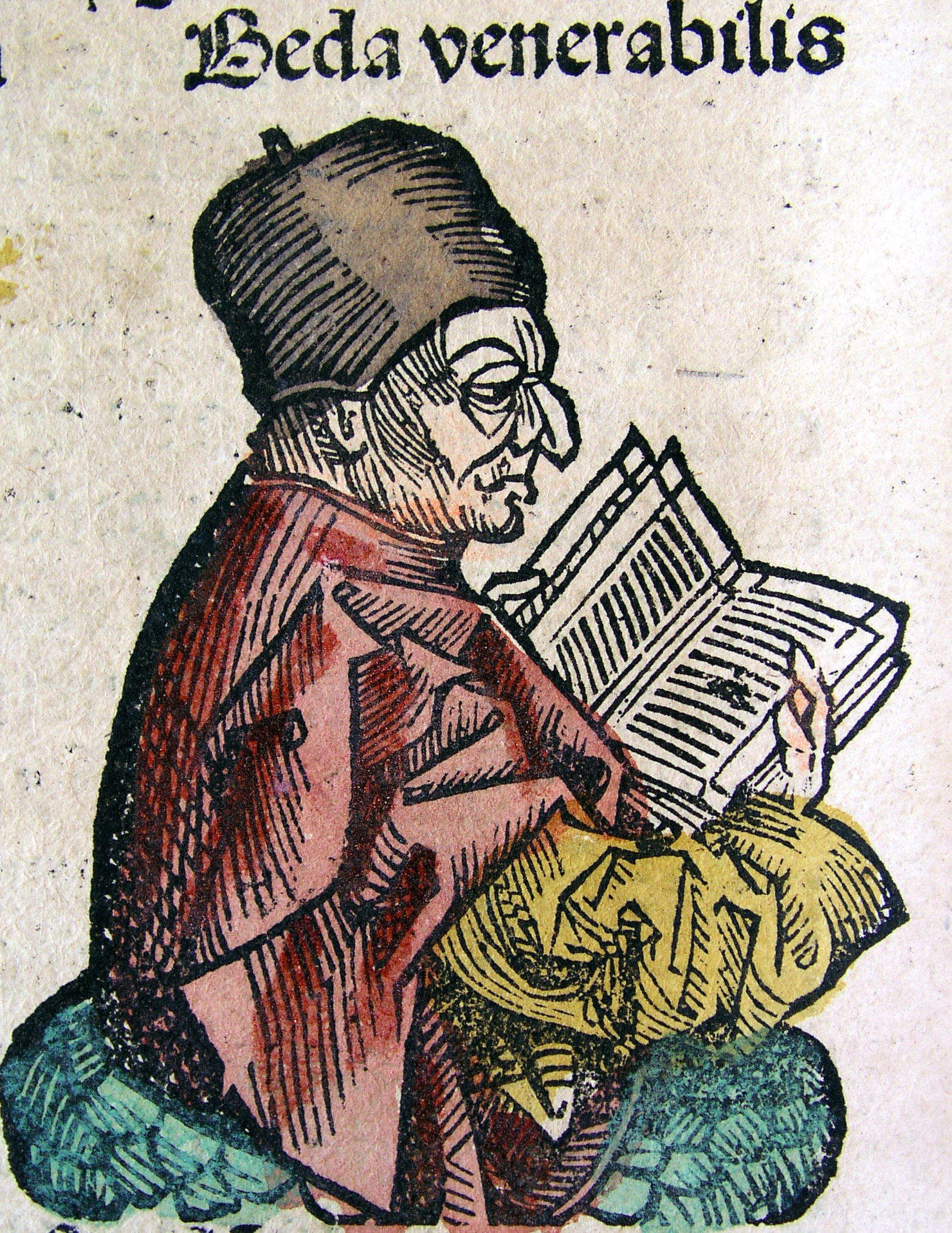
Komentarz Bedy odgrywał ważną rolę do czasów Joachima z Fiore

Następny ważny okres w historii egzegezy wiąże się z osobą Bedy, twórcy poczwórnego sensu tłumaczenia Biblii – do trzech sensów Andrzeja z Cezarei dodał jeszcze sens mistyczny – stosowany później przez scholastyków. Komentarz Bedy (powstały ok. 705 roku), był najważniejszym komentarzem od czasów Tykoniusza i odgrywał czołową rolę aż do czasów Joachima z Fiore (zm. 1202). Innymi wpływowymi komentarzami tej epoki są: komentarz Alkuina, powstały w końcu VIII wieku, i komentarz Walafryda (poł. IX wieku). W wiekach IX-XI nie wydarzyło się w egzegezie nic znaczącego i dopiero w wieku XII pojawił się konkurencyjny dla Bedy komentarz, którego autorem był Bruno z Asti.
Rupert z Deutz (zm. 1135) opowiadał się za literalną wykładnią. Przeciwstawił się rekapitulowaniu „trąb” przez „czasze”. Przeciwstawił się wykładni Anzelma z Laon. Z jego komentarza korzystali Haymonis i Ryszard ze św. Wiktora.

## Epoka scholastyków

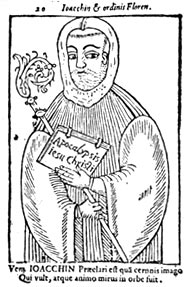
Joachim z Fiore uchodzi za twórcę historiozoficznej wykładni

Już Beda wprowadził do wykładu Apokalipsy nieco pierwiastka historiozoficznego. Rozwijali go następni egzegeci (Rupert z Deutz), a zwłaszcza Joachim z Fiore, kalabryjski opat cystersów, który uchodzi za twórcę tej metody interpretacyjnej. Stosował rekapitulację utożsamiając siedem „pieczęci” z siedmioma „trąbami” i siedmioma „czaszami”. Według niego Apokalipsa opisuje sześć okresów walk Kościoła. Okresem siódmym ma być ziemskie Millenium, rozpocznie się ono w 1260 roku (liczba 1260 wzięta została z Ap 11,3, gdzie jest mowa o 1260 dniach). Bestię apokaliptyczną odnosił do islamu, natomiast drugą bestię utożsamiał z heretykami (przede wszystkim patarami). 20 rozdział Apokalipsy interpretował zgodnie z Augustynem. Joachim stosował rekapitulację i nie odbiegał aż tak bardzo od systemu Bedy.
Historiozoficzną wykładnię rozwinął dalej Mikołaj z Liry w swoim komentarzu z 1329 roku. W przeciwieństwie do Joachima nie stosuje rekapitulacji. Lira dzielił historię Kościoła na siedem epok:
1. walka Apostołów z Żydami (rozdziały 2-3)
2. walka męczenników z Rzymem (rozdziały 4-7)
3. walka doktorów z arianami (rozdziały 8-11)
4. walka z islamem (rozdziały 12-14)
5. walka Kościoła z Babilonem (rozdziały 15-18), siedem „czasz” przedstawia historię krucjat (rozdział 16)
6. czas Antychrysta (rozdział 19)
7. Millenium i wieczność (rozdziały 20-22)[30][31].

Mikołaj z Liry uważał, że liczba 666 zawarta jest w imieniu Mahomet. Dzieło Mikołaja z Liry było bardzo rozpowszechnione i wpływowe. W latach 1350–1450 sporządzono około 800 kompletnych odpisów rękopiśmiennych i około 700 odpisów częściowych. Jest jednym z pierwszych dzieł wydanych drukiem (1471-1472), a jego popularność utrzymywała się do XVI wieku.
Historiozoficzna metoda interpretacyjna całkowicie zdominowała egzegezę końca średniowiecza, przejęli ją reformatorzy. Oznaczało to z jednej strony pewien regres w egzegezie ostatniej księgi biblijnej, ale od tego momentu jej egzegeza zaczęła się rozwijać wielotorowo. Ocenia się dziś, że historiozoficzna interpretacja wynika z niezrozumienia gatunku literackiego Apokalipsy i ograniczonego rozumienia charakteru proroctw.
W końcu XIII wieku pojawił się pierwszy impuls (Roger Bacon) w kierunku zainteresowania krytyką tekstu i aparatem filologicznym. Znalazł on swoje zastosowanie w następnej epoce.
W tej epoce ukazały się też komentarze następujących autorów: dominikanina Jordanusa von Sachsen (zm. 1237), Guglielmus de Auxerre, Bernard de Trilia (zm. 1292), Juan de Torquemada (zm. 1468). W końcu średniowiecza powstała Apocalypsis Nova, rodzaj dialogu prowadzonego z archaniołem Gabrielem, w którym omawia prawdy wiary. Dzieło przypisywane jest Amadeuszowi Portugalskiemu (1422-1482), zachowało się około 20 rękopisów.

## Nowożytność

### Egzegeza protestancka
Egzegeci tej epoki stosowali analizy językowe i bardziej trafnie odnajdywali paralele biblijne. Protestancka egzegeza aż do wieku XVIII szła śladem wytyczonym przez Mikołaja z Liry oraz Joachima z Fiore, dodając doń antypapieską interpretację 13 rozdziału. Zdaniem Lutra obie bestie z 13 rozdziału to cesarstwo i papiestwo. Papiestwo uzdrowiło śmiertelną ranę bestii i przywróciło starożytne cesarstwo rzymskie. Lambertus w 1528 napisał pierwszy protestancki komentarz do Apokalipsy. Jego wykładnia jest pochodną Tykoniusza, Bedy, Hajmona i Walafryda, z dodaniem antypapieskiej interpretacji 13 i 17 rozdziału. Autorami następnych protestanckich komentarzy obszaru niemieckojęzycznego, byli: Hoffmann (1530), Meyer (1534), Bibliander (1547), Artopoeus (1549), Bullinger (1557) i Junius (1591). Stosowali oni zmodyfikowany system Mikołaja z Liry, dodając doń luterską interpretację 13 rozdziału.
Nicolas Colladon (1581) dał metodycznie i systematycznie opracowaną teorię rekapitulacji. Utożsamiał on poszczególne „pieczęcie” z odpowiadającymi im „trąbami” i „czaszami”. Wykładając poszczególną „pieczęć” łączył ją z odpowiadającą jej „trąbą” i „czaszą”. Rekapitulacja w wydaniu Collado naruszała niejednokrotnie porządek chronologiczny i nosiła piętno dużej dowolności. Natomiast David Pareus (1618) utożsamiał jedynie „pieczęcie” i „trąby” (pierwsze sześć interpretował historiozoficznie), odróżniając je względem „czasz” (eschatologicznie).
John Foxe opublikował w 1587 pierwszy angielski protestancki komentarz. Zależny jest od Sebastiana Meyera, prowadzi polemikę z jezuitą Franciscus Riberą. Tysiącletnie Królestwo wyznaczył na lata 300-1300, w 1300 rozpoczął się czas dominacji Imperium Osmańskiego i trwać będzie do roku 1594 (apokaliptyczne trąby 5. i 6.). W wykładzie 13 rozdziału idzie drogą wytyczoną przez niemieckich protestanckich komentatorów. Autorami następnych komentarzy byli: John Napier (1593), Thomas Brightman (1596) i Joseph Mede (1627). Według T. Brightmana siódmy anioł Apokalipsy zatrąbił w swoją trąbę w 1558 roku. Henry More (1680) uważał, że dwa rogi drugiej bestii oznaczają papieża i patriarchę Konstantynopola.
Hugo Grocjusz był pierwszym protestantem, który zerwał z historiozofią i antypapieskimi interpretacjami, a jego uwagi filologiczno-krytyczne wytyczyły drogę dla przyszłych egzegetów. Zapoczątkował on interpretację historyczną. 1-11 rozdziały Apokalipsy opisują sąd nad judaizmem, a siódma trąba to powstanie Bar-Kochby. Rozdziały 12-19 opisują sąd nad pogaństwem, a rozdział 20. odnosił do czasów Konstantyna Wielkiego, kiedy chrześcijaństwo stało się religią panującą. „Głowami Bestii” są kolejni cesarze rzymscy od Klaudiusza (jako pierwszy rozpoczął prześladowanie chrześcijan) do Tytusa (siedmiu poprzedników Domicjana), natomiast dziesięcioma jej rogami są senatorowie rzymscy.
Jan Cocceius (1665), Holender, interpretujący Apokalipsę historiozoficznie, dzielił historię Kościoła na siedem okresów. Okres piąty odnosił do czasów Reformacji, szósty zaś do czasów wojny trzydziestoletniej. Idący za nim Hoffmanns wyznaczył koniec świata na 2010 rok.
Holenderski biblista, Campegius Vitringa (1705), nieomal całą księgę interpretuje historiozoficznie (z wyjątkiem eschatologicznych interpretacji 7. „pieczęci”, 7. „trąby” i 7. „czaszy”). Również siedem listów z Ap 2-3 odnosi do siedmiu epok w historii Kościoła. Odnośnie do 1000-letniego królestwa zastosował jego chiliastyczną interpretację. W ostatnim tym punkcie oddziałał na niemieckich pietystów. Z poprzedników najbliższymi mu są Mede i Cocceius.

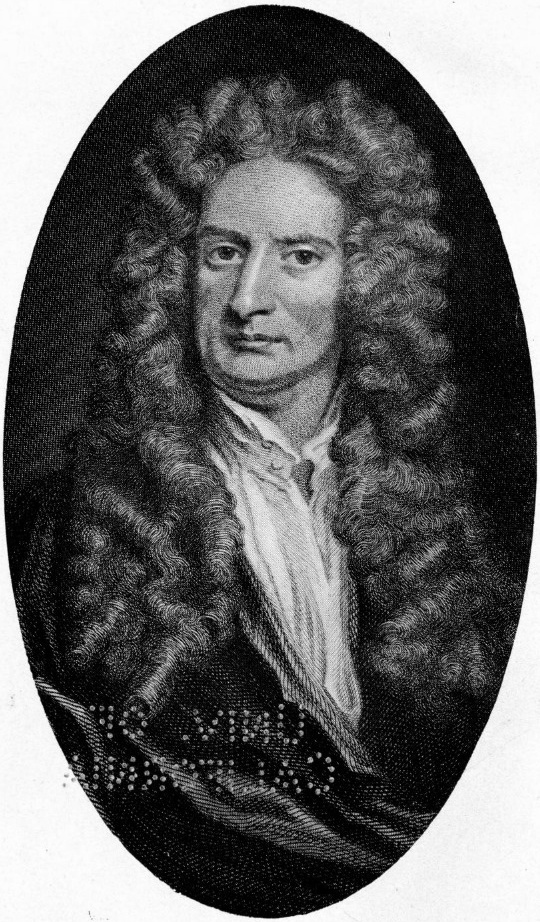
Izaak Newton interesował się Apokalipsą

Isaac Newton (1642-1727), pod koniec swego życia zajmował się przede wszystkim Apokalipsą św. Jana. Wydane w 1733 roku „Observations...”, daje świadectwo dla jego erudycji oraz dużej ostrożności w interpretowaniu obrazów i symboli tej księgi. Uważał on, iż proroctwa Apokalipsy stają się w pełni zrozumiałe dopiero po ich wypełnieniu. Wyróżnia go pozytywny stosunek do chiliazmu. Krytycznie oceniał historiozoficzne systemy Joachima de Flore i Mikołaja z Liry.
Jednym z ostatnich przedstawicieli antypapieskiej interpretacji Apokalipsy w protestanckiej egzegezie był Bengel. „Głowy Bestii” identyfikuje z siedmioma papieżami, od Grzegorza VII do Innocentego III. Bengel głosił podwójny chiliazm, a jego interpretacja Apokalipsy przeplatana jest fantastyką. Twierdził, że w 1836 roku zakończy się rozpoczęty w 725 roku i trwający 1111 1/9 lat Chronus, a rozpocznie Nonchronus. Paruzja dokona się w roku 1836, po której rozpocznie się tysiącletnie królestwo i trwać będzie do roku 2836, po którym nastąpi związanie Szatana i kolejne tysiącletnie królestwo. W roku 3836 nastąpi koniec świata. W XIX wieku historiozoficzna interpretacja Apokalipsy została niemal całkowicie zarzucona, kontynuowana jest po dziś dzień przez adwentystów i Świadków Jehowy.

### Katolicka potrydencka egzegeza
Po soborze trydenckim nastąpiło ożywienie w katolickiej egzegezie i trwało do końca wojny trzydziestoletniej, kiedy przekonano się, że protestantyzm jest trwałym zjawiskiem. Odrzucono, jako niedomagający, system historiozoficzny (islam to Bestia), a w jego miejsce powstały dwa nowe kierunki. Pierwszy, związany z osobą Henteniusa i Salmeróna, odnosił wizje Apokalipsy do pierwszych wieków chrześcijaństwa (w niemieckiej egzegezie określany jako Urkirchengeschichtliche Deutung) i był tylko zawężeniem systemu historiozoficznego. Symbole Apokalipsy odniesiono do pogańskiego Rzymu oraz pierwszych herezji. Z niego wyłoni się później system historyczny (de Mariana). Drugi, związany z F. Riberą i C. Lapide, to system eschatologiczny, z pewnymi historiozoficznymi naleciałościami (Endgeschichtliche Deutung). Z czasem pojawił się jeszcze jeden kierunek, odnoszący wizje Apokalipsy do czasów współczesnych autorowi (Zeitgeschichtliche Deutung).
Dominikanin Jan Hentenius (zm. 1566) i jezuita Alfonso Salmerón (zm. 1585) powstanie księgi Apokalipsy Jana datowali na czasy Nerona. Jezuita Ludovicus ab Alcasar (zm. 1613) uważał, iż tematem rozdziałów 5-11 jest walka Kościoła z Synagogą, a tematem rozdziałów 12-19 – walka Kościoła z pogańskim Rzymem. Szkoła ta zdobyła sobie zwolenników w osobach protestanta Hugo Grocjusza (zm. 1645), biskupa Bossuet (zm. 1704), benedyktyna A. Calmet (zm. 1757) oraz jezuity L. Billot.
W kręgach jezuickich, w dobie kontrreformacji, odrodzony został system eschatologiczny, a jego wskrzesicielem był: F. Ribera (zm. 1591), który poczynając od 4 rozdziału wszystko odnosił do czasów ostatecznych, ale 20. rozdział rozpoczynał na czasach śmierci Chrystusa doprowadzając do czasów Antychrysta.
Nawiązujący do Fr. Ribery Cornelius a Lapide (zm. 1637) i Menochius (zm. 1655) Ap 6, 12 – 22, 21 odnosili do czasów ostatecznych i wydarzeń bezpośrednio go poprzedzających. Apokalipsę traktowali jako rozwinięcie „małej apokalipsy” Synoptyków (tj. Mt 24; Mk 13; Łk 21). Największe różnice wymienionych egzegetów dotyczą kwestii identyfikacji przepowiedni Ap 1, 1 – 6, 11 z faktami historycznymi. System ten był bardzo popularny w XVII wieku dzięki dziełom a Lapide, dzisiaj też ma swoich zwolenników, ale w nieco zmodyfikowanej formie.
Nieco dalej niż zwolennicy systemu odnoszącego Apokalipsę do kilku pierwszych wieków, posunął się jezuita J. de Mariana (zm. 1624), odnoszący Apokalipsę do czasów współczesnych autorowi. W interpretacji tej wrogami walczącymi z Kościołem są pogański Rzym i pierwsze herezje. Był to krok w stronę interpretacji historycznej, która narodzi się dopiero w XVIII wieku. Ściśle historyczną interpretację zastosował jezuita Harduin (1742), zdaniem którego siedem listów Ap 2-3 adresowane były do chrześcijan z Jerozolimy, a Tysiącletnie Królestwo miało się dokonać w latach 70-135.
Jacques-Bénigne Bossuet (1688), interpretujący Bestię jako Imperium Romanum, w jej siedmiu głowach upatrywał cesarzy zwalczających chrześcijaństwo. Pięcioma – którzy byli – są: Dioklecjan, Herkuliusz, Konstancjusz I Chlorus, Galeriusz i Maksencjusz, jednym – który jest – jest Maksymian, a tym, który jeszcze nie nadszedł, jest Licyniusz. Interpretacja ta traktowana jest zazwyczaj jako historyczna, jakkolwiek wszyscy ci cesarze żyli ponad 200 lat po napisaniu Apokalipsy.
Nieco na uboczu, poza głównym nurtem katolickiej egzegezy, powstał komentarz Holzhausera (1613-1658) doprowadzony jedynie do Ap 14,20, a opublikowany dopiero w 1784 roku, nie odegrał żadnej roli w katolickiej egzegezie, jego rola ograniczała się do popularnego odbiorcy i utrzymywała się do połowy XIX wieku. Ma charakter antyprotestancki, aniołem 6. trąby jest jego zdaniem Martinus Lutherus, Haeresiarcha maximus. Bestią apokaliptyczną jest największe muzułmańskie mocarstwo – Turcja. Według Holzhausera w 1855 roku miała się zagoić śmiertelnie raniona głowa Bestii, rozumiane jako odrodzenie potęgi tureckiej. Pastorini (1785-86) Bestię utożsamiał z założycielem islamu Mahometem, a Lutra z 5. aniołem Apokalipsy.

### Ostatnia doba
W końcu XIX wieku podjęty został spór o jedność literacką Apokalipsy (Völter, Vischer, Erbes, Spitta, Weiss i inni) oraz genezę jej symboli (Gunkel, Dieterich, Bousset). Teorie te zapoczątkowane zostały już przez Grocjusza i Hammonda, ale ich teorie nie zostały podjęte przez współczesnych. Stało się to dopiero w końcu XIX wieku, za sprawą Daniela Völtera, który w 1882 publikuje swoją „Die Entstehung der Apokalypse” (1885 – drugie wydanie), a w 1893 „Das Problem der Apokalypse”, w których przedstawia swoją hipotezę dwóch źródeł. Autorem pierwszego – Pra-apokalipsa – miał być Jan Marek w latach 65-66 (w 1893 podawał rok 62), zaś drugiego – Apokalipsa Kerinthosa – herezjarcha Kerinthos w latach 68-69 (w 1893 podawał 68-70). Zostały one zredagowane w dwóch kolejnych opracowaniach, za Trajana i Hadriana. Spotkało się to z zainteresowaniem ze strony innych biblistów, jednak każdy z nich rekonstruował hipotetyczne źródła na inny sposób.

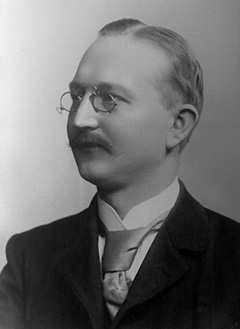
Hermann Gunkel

Hermann Gunkel, przesunął jądro dociekań w stronę zależności Apokalipsy od mitów pogańskich. W swoim dziele „Schöpfung und Chaos in Urzeit und Endzeit” (18941, 19212) zaatakował Zeitgeschichtliche Deutung (na stronach 202-235), oferując jednocześnie nową metodę interpretacyjną Traditionsgeschichtliche Methode, w myśl której symbole Apokalipsy zaczerpnięte zostały z mitologii babilońskiej. Wzmiankowane dzieło, prócz zaoferowania nowej metody, usiłowało też dokonać przewrotu w egzegezie 12. rozdziału Apokalipsy. Główna teza tego dzieła została szybko obalona, a i sam autor później z niej się wycofał i ograniczył ją do ogólnej zależności od mitów bliskowschodnich, niemniej wiele drugorzędnych spostrzeżeń i uwag tego dzieła zachowuje nadal wartość naukową.
Wilhelm Bousset (1865-1920) w 1895 roku publikuje „Der Antichrist”, w którym polemizuje z podstawową tezą Gunkela. Na przykładzie eschatologicznej idei Antychrysta wykazuje, iż symbolika Apokalipsy uzależniona jest przede wszystkim od żydowskiej i chrześcijańskiej tradycji apokaliptycznej, a wszelkie ewentualne uzależnienia od mitologii babilońskiej należy traktować drugorzędnie.
Wywiązała się polemika, w której toku skrajne i zbyt daleko idące propozycje zostały odrzucone, ale spór ten nie został całkowicie rozstrzygnięty do końca XX wieku. Teorie pluralistyczne usiłowały wyjaśnić pewne niezgodności jako pochodzące z innych źródeł literackich, wykorzystanych i połączonych przez późniejszego redaktora-kompilatora.
Ernst Lohmeyer, w swoim „Die Offenbarung des Johannes” (19261, 19532), przeciwstawi się teoriom pluralistycznym i opowiedział się za eschatologiczną wykładnią (Endgeschichtlische Deutung).
Najwybitniejszymi komentarzami tego okresu są komentarze Bousseta (18965, 19066), Charlesa (1920), Lohmeyera (1926), Allo (1933). Po dokonaniach Bousseta, Charlesa i Lohmeyera, wielu egzegetów uznało, że już niewiele pozostało do zrobienia i tylko sporadycznie wkraczało na pole egzegezy tej księgi.
W 1949 roku dominikanin Boismard wystąpił z hipotezą, która jest rozwiązaniem pośrednim pomiędzy XIX-wiecznymi teoriami pluralistycznymi a tradycyjnym poglądem. W roku 1953 opublikował swój krótki komentarz do Apokalipsy, w którym ponownie wyłożył swoją hipotezę. Hipoteza ta powstała w oparciu o pewne powtórzenia, przesunięcia w kontekście, niekonsekwencje w logicznym uporządkowaniu faktów oraz brak ciągłości. Jego zdaniem Apokalipsa została zredagowana w oparciu o dwa, napisane przez tego samego autora, ale w różnym czasie, źródła. Źródła te wyszły spod jednej ręki, ponieważ pisane są według tego samego planu i tym samym znamiennym językiem, jedynym w całej greckiej literaturze. Tekst I miał zawierać pieczęcie i trąby, natomiast Tekst II – grzmoty i czasze. Tekst II uznał za wcześniejszy, miał powstać w latach 64-68, a bazował na Dn 7 i Jl 3. Tekst I powstał po śmierci Nerona, do której aluzję stanowi 17, 8 i po zburzeniu świątyni w Jerozolimie. Datę redakcji ustala na podstawie głosów tradycji. Inspirację dla Tekstu I stanowił Ezechiel. Hipoteza Boismarda, była bardzo popularna w latach 50. i 60. wśród egzegetów katolickich i zdobyła sobie więcej zwolenników niż którakolwiek z XIX-wiecznych hipotez. Jej walorem jest uwzględnienie głosów tradycji, nieraz sprzecznych, odnośnie do daty powstania Apokalipsy, jak i jej autora.
W latach 70. nastąpił kolejny wzrost zainteresowania Apokalipsą. Heinrich Kraft bazując na dubletach księgi (19,10 i 22,8 n) doszedł do wniosku, że Apokalipsa pochodzi zasadniczo od jednego autora, z wyjątkiem Ap 2-3 i Ap 21,9 – 22,5, dodanych później przez drugiego autora. Młodsze partie Apokalipsy pochodzą z lat 97-98, natomiast siedem listów Ap 2-3 zostały napisane po śmierci Trajana, ale przed rewoltą żydowską w latach 114-115.
Przeprowadzono badania strukturalne tekstu Apokalipsy, zwrócono uwagę na powtarzające się te same obrazy i zwroty. Giblin i Wilcox wykazali, że zasadnicza część Apokalipsy, stanowiona przez pieczęcie, trąby i czasze, wyszła spod jednej ręki. Jedynie końcowe (21,5 – 22,21) oraz początkowe partie tej księgi (1,9 – 3,22) były przez nich kwestionowane. Jan Lambrecht zwrócił uwagę, że sposób w jaki uzupełniają się „pieczęcie”, „trąby” i „czasze” wyklucza przypadek, więc 4,1 – 22,5 ma jednolitą strukturę.
David E. Aune zwrócił uwagę na różnice stylistyczne oraz chrystologiczne zachodzące pomiędzy Ap 1,12b – 3,22 a Ap 4,1 – 22,5. Na tej podstawie twierdził, że Apokalipsa powstała w dwóch redakcjach. Pierwsza redakcja zawierała 1,7 – 12a oraz 4,1 – 22,5 i była apokalipsą w ścisłym tego słowa znaczeniu. Była dziełem anonimowym, bądź pseudonimowym, a dokonana przez wczesnochrześcijańskiego proroka, między 68 a 74 rokiem. Wykorzystane zostały wizje powstałe w latach 50. i 60. W drugiej redakcji dodany został tytuł (1,1-3), epistolarne wprowadzenie i doksologię (1,4-6), wizja Chrystusa i siedem podyktowanych przezeń listów (1,12a – 3,22), epilog i epistolarne zakończenie 22,6-21 oraz kilkanaście rozszerzeń i interpolacji w tekście powstałym w pierwszej redakcji. Tytuły, przydawane w judaizmie jedynie Bogu, tutaj przypisane zostały Chrystusowi. Druga redakcja dokonana została za Trajana (98-117) w Azji Mniejszej.